# Blumenthal
Blumenthal är ett efternamn.

## Personer med efternamnet
- Ida Albertina Gawell-Blumenthal, född Gawell
- Richard Blumenthal
- Oscar Blumenthal
- Werner Michael Blumenthal
- Leonhard von Blumenthal
- Hans Jürgen Blumenthal
- Peter Siegwart Blumenthal Petersen
- Nathaniel Blumenthal